# Wz. 39 Mors
A Pistolet maszynowy wz.39 Mors (a Mors latinul halált, lengyelül rozmárt jelent) egy lengyel géppisztoly volt, melyet Piotr Wilniewczyc és Jan Skrzypiński tervezett 1936 és 1938 között. Ez a fegyver lett volna a lengyel hadsereg szabvány géppisztolya az 1940-es években. Gyártását az 1939-es lengyelországi invázió alkalmával leállították.

## Tervezés
Tervezete a német gyártmányú ERMA EMP–35 géppisztolytól származott. Mindkét fegyverre jellemző a fából készült puskatus és az elülső pisztolymarkolat, a leginkább szembetűnő különbség pedig a tár elhelyezkedése, a Mors esetében alul, az EMP esetében bal oldalt. A géppisztolyt néhány gyalogsági egységnek, illetve a harckocsik személyzetének, a lengyel tengerészeknek és a páncélvonatok legénységének szánták. Később a harckocsizók ezen fegyverrel való felszerelésének ötletét elvetették, a géppisztoly méretei miatt. Alapos tesztelések után a konstrukció megbízhatónak és tartósnak bizonyult. Az első sorozatot 1939 márciusában rendelték és további rendeléseket terveztek. Habár 1939 szeptemberéig a varsói Fabryka Karabinów mindössze 39 darabot gyártott, ebből három prototípus volt. A háború kitörése után az összes fegyvert egy gyalogsági zászlóaljhoz rendelték, ahol sikeresen használták a varsói csata folyamán.
Csupán 2-3 fegyver maradt meg napjainkra: egy a varsói Lengyel Hadsereg Múzeumában (1980-as években szerezték a Szovjetuniótól), egy Oroszországban van. A budapesti Hadtörténeti Intézet és Múzeumban őrzött példány 2013 nyarán visszatért Lengyelországba.

## Leírás
A wz. 1939 Mors teljesen automata géppisztoly. Nyílt tömegzárból tüzel. 25 töltényes tárat gyártottak hozzá, melynek tömege nagyjából 0,5 kg. Az elsütőszerkezetet két elsütőbillentyűvel szereltek fel: az elülső billentyű sorozatlövést eredményez, a hátsó pedig egyeslövést. A Morsnak van egy érdekes zár nyitvatartó/tárkioldó szerkezete: mikor az összes töltény elhagyta a tárat az adagolótömb megemel egy rudat, amely a zárat tarja a leghátsó pozíciójában, majd elengedi a tárat. A tár ezután kieshet a helyéről (vagy egy laza mozdulattal kihúzható). A fegyver használatának előkészítéséhez a kezelőnek mindössze annyit kell tennie, hogy új teli tárat tesz a fegyverbe. Ez a szerkezet valamivel komplikáltabbá teszi a fegyvert (a szerkezet 16 részből tevődik össze), de jelentősen megnöveli a tűzgyorsaságot. Egy másik érdekes tulajdonsága a fegyvernek a gyors puskacsőcsere lehetősége. Ezt úgy lehet elérni, hogy a csőkioldó kart el kell forgatni, amely a fegyver jobb oldalán kapott helyet, közvetlenül a töltényhüvely kivetőnyílása előtt. Ugyanazt a kart kell használni a fegyver 7 részre való szétszerelésére. A puskatusa fából készült és található a fegyveren egy elülső pisztolymarkolat, a fegyver súlypontjánál. Egy teleszkópos monopod található a markolatban. Az irányzékot 50-600 méter között lehet állítani (egyes források szerint 100-200 méter közé). Az alapfelszereléshez tartozik még 8 tölténytár és két vászontáska.

## Fordítás
- Ez a szócikk részben vagy egészben  a   Mors submachine gun című angol Wikipédia-szócikk ezen változatának fordításán alapul.  Az eredeti cikk szerkesztőit annak laptörténete sorolja fel. Ez a jelzés csupán a megfogalmazás eredetét és a szerzői jogokat jelzi, nem szolgál a cikkben szereplő információk forrásmegjelöléseként.